# پارک ملی خوالینسکی
پارک ملی خوالینسکی (انگلیسی: Khvalynsky National Park) یک پارک ملی حفاظت‌شده در استان ساراتوف کشور روسیه است.